# 泰勒公式

指数函数（红色实线）与在原点展开的泰勒多项式前四项（绿色虚线）。在这个函数中，泰勒多项式展开的项数越多，曲线拟合得越好。

在数学中，泰勒公式（英語：Taylor's Formula）是一个用函数在某点的信息描述其附近取值的公式。這個公式來自於微積分的泰勒定理（Taylor's theorem），泰勒定理描述了一個可微函數，如果函数足够光滑的话，在已知函数在某一点的各阶导数值的情况之下，泰勒公式可以用这些导数值做系数构建一个多项式来近似函数在这一点的邻域中的值，這個多項式稱為泰勒多項式（Taylor polynomial）。泰勒公式还给出了餘項即这个多项式和实际的函数值之间的偏差。泰勒公式得名于英国数学家布鲁克·泰勒。他在1712年的一封信里首次叙述了这个公式，尽管1671年詹姆斯·格雷高里已经发现了它的特例。拉格朗日在1797年之前，最先提出了帶有余項的現在形式的泰勒定理。

## 泰勒公式
泰勒公式的初衷是用多项式来近似表示函数在某点周围的情况。比如说，指数函数{\displaystyle e^{x}}在{\displaystyle x=0}的附近可以用以下多项式来近似地表示：
{\displaystyle {\textrm {e}}^{x}\approx 1+x+{\frac {x^{2}}{2!}}+{\frac {x^{3}}{3!}}+\cdots +{\frac {x^{n}}{n!}}.}
称为指数函数在0处的{\displaystyle n}阶泰勒展开公式。这个公式只对{\displaystyle 0}附近的{\displaystyle x}有用，{\displaystyle x}离{\displaystyle 0}越远，这个公式就越不准确。实际函数值和多项式的偏差称为泰勒公式的余项。
{\displaystyle R_{n}(x)={\textrm {e}}^{x}-\left(1+x+{\frac {x^{2}}{2!}}+{\frac {x^{3}}{3!}}+\cdots +{\frac {x^{n}}{n!}}\right).}

## 泰勒定理
对于一般的函数，泰勒公式的系数的选择依赖于函数在一点的各阶导数值。这个想法的原由可以由微分的定义开始。微分是函数在一点附近的最佳线性近似：
{\displaystyle f(a+h)=f(a)+f^{\prime }(a)h+o(h)}，其中{\displaystyle o(h)} 是比h 高阶的无穷小。
也就是说{\displaystyle f(a+h)\approx f(a)+f^{\prime }(a)h}，或{\displaystyle f(x)\approx f(a)+f^{\prime }(a)(x-a)}。
注意到{\displaystyle f(x)} 和{\displaystyle f(a)+f^{\prime }(a)(x-a)} 在a 处的零阶导数和一阶导数都相同。对足够光滑的函数，如果一个多项式在a 处的前n 次导数值都与函数在a 处的前n 次导数值重合，那么这个多项式应该能很好地近似描述函数在a 附近的情况。以下定理说明这是正确的：
设 n 是一个正整数。如果定义在一个包含 a 的区间上的函数 f 在 a 点处 n+1 次可导，那么对于这个区间上的任意 x，都有：
其中的多项式称为函数在a 处的泰勒展开式，剩余的{\displaystyle R_{n}(x)} 是泰勒公式的余项，是{\displaystyle (x-a)^{n}} 的高阶无穷小。
{\displaystyle R_{n}(x)} 的表达形式有若干种，分别以不同的数学家命名。
带有皮亚诺型余项的泰勒公式说明了多项式和函数的接近程度：
也就是说，当x 无限趋近a 时，余项{\displaystyle R_{n}(x)} 将会是{\displaystyle (x-a)^{n}} 的高阶无穷小，或者说多项式和函数的误差将远小于{\displaystyle (x-a)^{n}}。这个结论可以由下面更强的结论推出。
带有拉格朗日型余项的泰勒公式可以视为拉格朗日微分中值定理的推广：
即{\displaystyle R_{n}(x)={\frac {f^{(n+1)}(\xi )}{(n+1)!}}(x-a)^{(n+1)}}，其中{\displaystyle \xi \in (a,x)}。
带有积分型余项的泰勒公式可以看做微积分基本定理的推广：
{\displaystyle R_{n}(x)=\int _{a}^{x}{\frac {f^{(n+1)}(t)}{n!}}(x-t)^{n}\,dt,}

## 余项估计
拉格朗日型余项或积分型余项可以帮助估计泰勒展开式和函数在一定区间之内的误差。设函数在区间[a − r, a + r] 上n 次连续可微并且在区间(a − r, a + r) 上n + 1 次可导。如果存在正实数Mn 使得区间(a − r, a + r) 里的任意x 都有 {\displaystyle |f^{(n+1)}(x)|\leq M_{n}}，那么：
其中{\displaystyle |R_{n}(x)|\leq M_{n}{\frac {r^{n+1}}{(n+1)!}}}。这个上界估计对区间(a − r, a + r) 里的任意x 都成立，是一个一致估计。
如果当n 趋向于无穷大时，还有{\displaystyle M_{n}{\frac {r^{n+1}}{(n+1)!}}\rightarrow 0}，那么可以推出 {\displaystyle R_{n}(x)\rightarrow 0}，f 是区间(a − r, a + r) 上解析函数。f 在区间(a − r, a + r) 上任一点的值都等于在这一点的泰勒展开式的極限。

## 多元泰勒公式
对于多元函数，也有类似的泰勒公式。设B(a, r ) 是欧几里得空间RN 中的开球，ƒ 是定义在B(a, r ) 的閉包（即閉球）上的实值函数，并在每一点都存在所有的n+1 次偏导数。这时的泰勒公式为：
对所有{\displaystyle x\in \mathbf {B} (a,r)}，
{\displaystyle f(x)=\sum _{|\alpha |=0}^{n}{\frac {1}{\alpha !}}{\frac {\partial ^{\alpha }f(a)}{\partial x^{\alpha }}}(x-a)^{\alpha }+\sum _{|\alpha |=n+1}R_{\alpha }(x)(x-a)^{\alpha }}
其中的 {\displaystyle \alpha } 是多重指标，即{\displaystyle |\alpha |=\alpha _{1}+\alpha _{2}+...+\alpha _{n}} , {\displaystyle \alpha !=\alpha _{1}!\cdot \alpha _{2}!\cdot ...\cdot \alpha _{n}!} 。
若{\displaystyle x=(x_{1},x_{2},...,x_{n})} ,则记 :{\displaystyle x^{\alpha }=x_{1}^{\alpha _{1}}x_{2}^{\alpha _{2}}...x_{n}^{\alpha _{n}}},{\displaystyle {\frac {\partial ^{\alpha }f(a)}{\partial x^{\alpha }}}={\frac {\partial ^{\alpha _{1}+\alpha _{2}+...+\alpha _{n}}f(a)}{\partial x_{1}^{\alpha _{1}}x_{2}^{\alpha _{2}}...x_{n}^{\alpha _{n}}}}}.
其中的余项也满足不等式：
对所有满足 |α| = n + 1 的 α，{\displaystyle |R_{\alpha }(x)|\leq \sup _{y\in {\bar {B}}}\left|{\frac {1}{\alpha !}}{\frac {\partial ^{\alpha }f(y)}{\partial x^{\alpha }}}\right|}
特别地，多元形式的泰勒公式可表示为：
{\displaystyle f(a+h)=\sum _{k=0}^{m}{\frac {\partial ^{\alpha }f(a)}{\alpha !}}{\partial x^{\alpha }}h^{\alpha }+R_{m}}
其中{\displaystyle R_{m}=\sum _{|\alpha |=m+1}{\frac {\partial ^{\alpha }f(a+\theta h)}{\alpha !}}h^{\alpha }}.
在应用上述公式时，特别重要的是展开式的前三项，即：
{\displaystyle f(a+h)=f(a)+{\frac {\partial f}{\partial x_{1}}}(a)h_{1}+...+{\frac {\partial f}{\partial x_{n}}}(a)h_{n}+{\frac {1}{2}}\sum _{i,j=1}^{n}{\frac {\partial ^{2}f}{\partial x_{i}\partial x_{j}}}(a)+...}.
运用雅可比矩阵与海森矩阵，则上式可表示为：
{\displaystyle f(a+h)=f(a)+Jf(a)h+{\frac {1}{2}}(h_{1},...h_{n})Hf(a){\begin{pmatrix}h_{1}\\...\\h_{n}\\\end{pmatrix}}+...}
其中{\displaystyle Jf(a)} 为雅可比矩阵，{\displaystyle Hf(a)} 为海森矩阵.

## 參閱
- 泰勒級數
- 拉格朗日型餘項
- 佩亞諾型餘項
- 麥克勞林公式